# Scooby Doo: Upiorna gwiazdka
Scooby Doo: Upiorna gwiazdka (ang. Scooby-Doo! Haunted Holidays) – amerykański film animowany z 2012 roku zrealizowany przez wytwórnię Warner Bros. Animation, bazowany na podstawie seriali animowanych Scooby Doo.
Premiera filmu została wydana 16 października 2012 w Stanach Zjednoczonych na DVD. W Polsce film odbył się 9 listopada 2013 w HBO.

## Fabuła
Scooby Doo oraz jego przyjaciele – Kudłaty, Fred, Daphne i Velma przygotowują się do udziału w świątecznej paradzie, a także postanawiają odpocząć i skorzystać z zimowych atrakcji. Tymczasem w mieście zjawia się przerażający bałwan, który zaczyna terroryzować okolicę i chce doprowadzić do zamknięcia sklepu z zabawkami. Scooby Doo i Brygada Detektywów po raz kolejny muszą rozwiązać zagadkę oraz udaremnić jego niecne plany.

## Obsada
- Frank Welker – Scooby-Doo
- Matthew Lillard – Kudłaty Rogers
- Mindy Cohn – Velma Dinkley
- Grey DeLisle – Daphne Blake
- Carlos Alazraqui – Havros Menkle
- Crispin Freeman – Fabian Menkle